# Märsta
Märsta är en tätort samt centralort i Sigtuna kommun, Stockholms län. Orten har knappt 30 000 invånare.

## Historia
Märsta kommer av ordet Maerdhastadher som betyder platsen för mjärdfisket. Märsta gästgivaregård, belägen vid nuvarande Forum (tidigare Biokällan och Folkets hus), var en viktig anhalt för postdiligensen mellan Uppsala och Stockholm. När järnvägen kom till Märsta 1866 uppehölls trafik med hästskjuts till Sigtuna, en förbindelse som ersattes av en busslinje under 1920-talet.
Märsta och dess omnejd har rika kultursevärdheter. Det finns ett flertal fornlämningar som runstenar, gravfält och fornborgar. 

### Administrativ historik
Märsta har aldrig haft någon administrativ särställning som municipalsamhälle eller köping utan var en del av Husby-Ärlinghundra socken och Husby-Ärlinghundra landskommun fram till 1952. Då fick orten ge namn en ny storkommun, Märsta landskommun. Vid nästa kommunreform 1971 upphörde Märsta kommun, men orten blev i stället centralort i den större Sigtuna kommun.

### Befolkningsutveckling
Lokaliseringen av Stockholms storflygplats Arlanda till närområdet var av avgörande betydelse för ortens expansion. 1960, då flygplatsen just tagits i bruk i begränsad utsträckning, var invånarantalet cirka 3 000 personer, 1965 var det över 10 000 och 1990 20 000. Därefter har utvecklingen gått i en lugnare takt.
| Befolkningsutvecklingen i Märsta 1950–2020 | Befolkningsutvecklingen i Märsta 1950–2020 | Befolkningsutvecklingen i Märsta 1950–2020 | Befolkningsutvecklingen i Märsta 1950–2020 | Befolkningsutvecklingen i Märsta 1950–2020 |
| ------------------------------------------ | ------------------------------------------ | ------------------------------------------ | ------------------------------------------ | ------------------------------------------ |
|                                            |                                            |                                            |                                            |                                            |
| År                                         |                                            |                                            | Folkmängd                                  | Areal (ha)                                 |
| 1950                                       | 1950                                       |                                            | 943                                        |                                            |
| 1960                                       | 1960                                       |                                            | 2 882                                      | 130                                        |
| 1965                                       | 1965                                       |                                            | 10 372                                     | 189                                        |
| 1970                                       | 1970                                       |                                            | 16 786                                     |                                            |
| 1975                                       | 1975                                       |                                            | 17 066                                     |                                            |
| 1980                                       | 1980                                       |                                            | 18 827                                     |                                            |
| 1990                                       | 1990                                       |                                            | 20 714                                     | 802                                        |
| 1995                                       | 1995                                       |                                            | 21 476                                     | 723                                        |
| 2000                                       | 2000                                       |                                            | 22 121                                     | 722                                        |
| 2005                                       | 2005                                       |                                            | 22 548                                     | 731                                        |
| 2010                                       | 2010                                       |                                            | 24 068                                     | 764                                        |
| 2015                                       | 2015                                       |                                            | 27 034                                     | 668                                        |
| 2020                                       | 2020                                       |                                            | 29 815                                     | 675                                        |
|                                            |                                            |                                            |                                            |                                            |

## Samhället
Samhället indelas i följande delar
- Tingvalla: Område med främst hyreslägenheter från 1960-talet som domineras av ett höghus som turister kallar för "Ulbrichtmuren". Huset kallas lokalt för "Bananhuset" på grund av dess form. Även namnet "Regnbågen" har lanserats för huset.
- Märstadal: Bostadsområdet Vänortsringen. Byggt i slutet av 1980-talet/början av 1990-talet.
- Valsta (uttal: /¹valsta/):  Miljonprogramsområde.
- Sätuna: Området runt Stationsgatan och Södergatan där många restauranger, pizzerior och affärer ligger. Här ligger pendeltågsstationen. Huvudsakligen flerfamiljshus.
- Steninge: Steninge slott kulturcenter, Steninge-badet. Främst radhus och villor. Gränsar till Valsta.
- Norrbacka: Villa/radhus-område, huvudsakligen från 1970-talet. Även område med hyreslägenheter vid järnvägen.
- Arenberga (uttal Arnberga): Område med kedjehus och fristående villor från främst 1960-talet.
- Centrala Märsta: Blandad bebyggelse, ursprungligen mest villor på stora tomter, numera förtätat.
- Ekilla (uttal: /²eːˌkɪla/): Område med villor, radhus samt lägenheter.

I Märsta centrum har efter några år av nedgång flera nya affärer öppnats. Här finns de större klädkedjorna representerade liksom såväl Willys som Ica Kvantum och Clas Ohlson. Till det finns också Systembolaget, bibliotek och ett antal mindre butiker. Det finns även några restauranger, ett café och en pub. 
I Märsta finns ett telegrafmonument uppfört till 100-årsdagen av den första telegraflinjen i Sverige som gick mellan Stockholm och Uppsala. Monumentet uppfördes 1953 och består av en avgjutning i brons av den första telegrafstolpen samt ett minnesmärke i betong. Det ligger vid Stationsgatan vid korsningen med Monumentvägen.
Märsta var tänkt att byggas på fyra kullar: Valsta, Pinbacken, Brista och Norrbacka. Av dessa blev endast två bebyggda med bostäder, Norrbacka och Valsta. På de andra kom inga bostäder att byggas då de i och med Arlandas expansion från 1970-talet och framåt låg för nära inflygningen till bana 1. Då endast två kullar blev bebyggda kom Märsta centrum snarare att hamna i en utkant än i centrum. I Brista kom fjärrvärmeverket att uppföras och av Pinbacken blev det en ishall som ritades av arkitekten Ralph Erskine.

## Kommunikationer
Märsta har goda kommunikationer genom att det ligger nära Arlanda flygplats, E4 och har en järnvägsstation, Märsta station med täta kommunikationer till Stockholm och Uppsala. Märsta är ändstation för SL:s pendeltågslinje 41.

## Skolor
- Tingvallaskolan skolår 1-6
- Sätunaskolan skolår 1-6
- Centralskolan skolår 1-9
- Norrbackaskolan skolår 1-6
- Sagaskolan skolår 1-6
- Galaxskolan skolår 1-6
- Frejaskolan skolår 1-3
- Eddaskolan skolår 1-3
- Steningehöjdens skola skolår F-9
- Ekillaskolan skolår 7-9
- Arlandagymnasiet (fram till 2005 Märstagymnasiet)
- Centrum för Vuxenutveckling (vuxenskola)
- Skolan Bergius (friskola) skolår 7-9
- Josefinaskolan (friskola) skolår fsk-9
- Märsta Praktiska Gymnasium (friskola)

## Idrott
I samhället finns en stor ishall, Pinbackshallen – ritad av arkitekten Ralph Erskine, där bland annat matcher i TV-pucken har spelats och som är Wings HC Arlanda hemmaarena. Wings är Märstafödda NHL-proffset William Karlssons moderklubb. Tony Mårtensson en känd profil från Märsta, från moderklubben RA73, nuvarande klubb är Wings HC Arlanda.
Invid Arlandagymnasiet ligger ett stort sportfält, Midgårdsvallen, invigt 17 september 2005. Sportfältet består av huvudidrottsplats, gräsplan 105x65 meter och allvädersbanor, uppvärmd konstgräsplan, kastplan för friidrott, träningsplan gräs, konstgräsplan för amerikansk fotboll samt en BMX-bana.
Midgårdsvallen är hemmaplan för bland annat friidrottsföreningen IFK Märsta och fotbollsföreningarna Märsta IK (Div 4) och FC Arlanda (Ettan).
Arlanda Jets är ett av Sveriges mer framgångsrika lag i amerikansk fotboll med SM-Guld 2003 som höjdpunkten. Arlanda Jets har en mycket framgångsrik ungdomsverksamhet med flera SM-Guld under 1990- och 2000-talen. Arlanda Jets hemmaarena är Midgårdsvallen.
Handbollslaget i Märsta heter Skånela IF där herrarna under säsongen 2012/2013 spelade i Allsvenskan och damerna i Allsvenskan.
Innebandylaget heter RA19 (Rosersberg Arlanda IBK) efter en sammanslagning mellan Arlanda IBK och innebandysektionen av Rosersbergs IK 2019. Både herr- och damlaget spelar i division 1. Föreningen spelar växelvis sina matcher i Ekillahallen och Rosershallen i Rosersberg. Trots att Märsta ligger i Stockholms län tillhör föreningen Upplands Innebandyförbund liksom övriga lag i kommunen. Föreningen har dock lag i både Upplands- och Stockholmsserier.

## Bilder

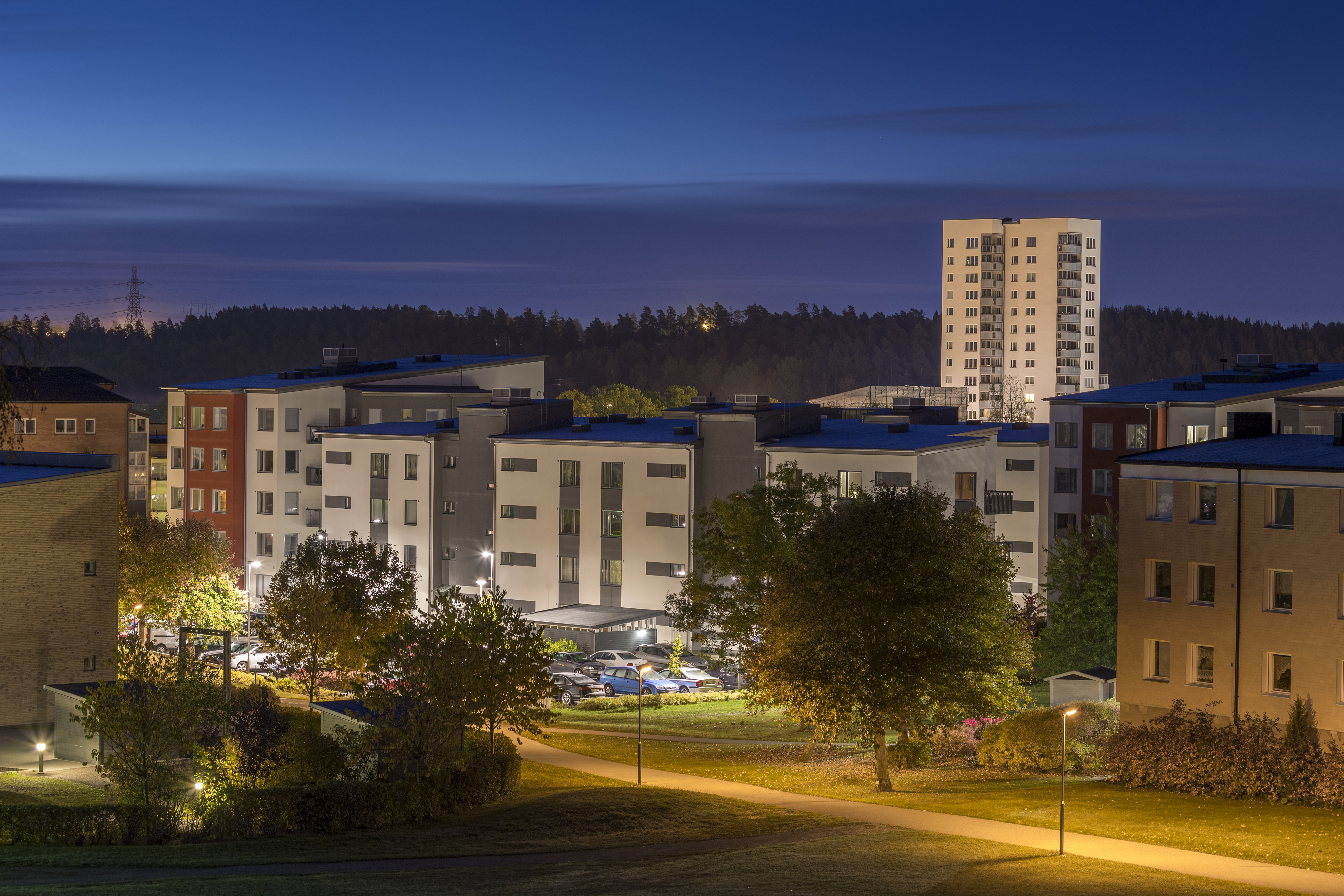
Centrala Märsta i gryningen
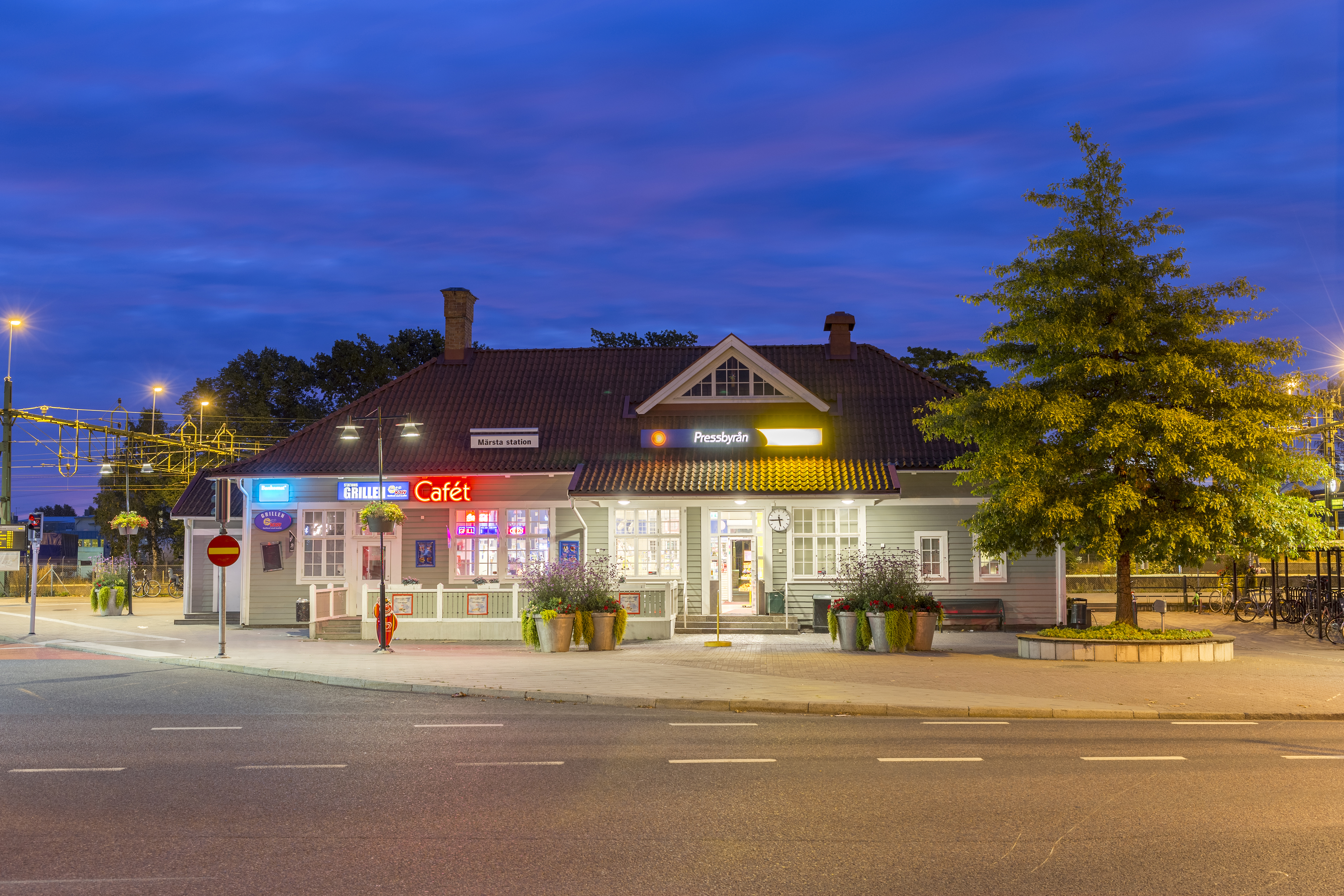
Märsta station
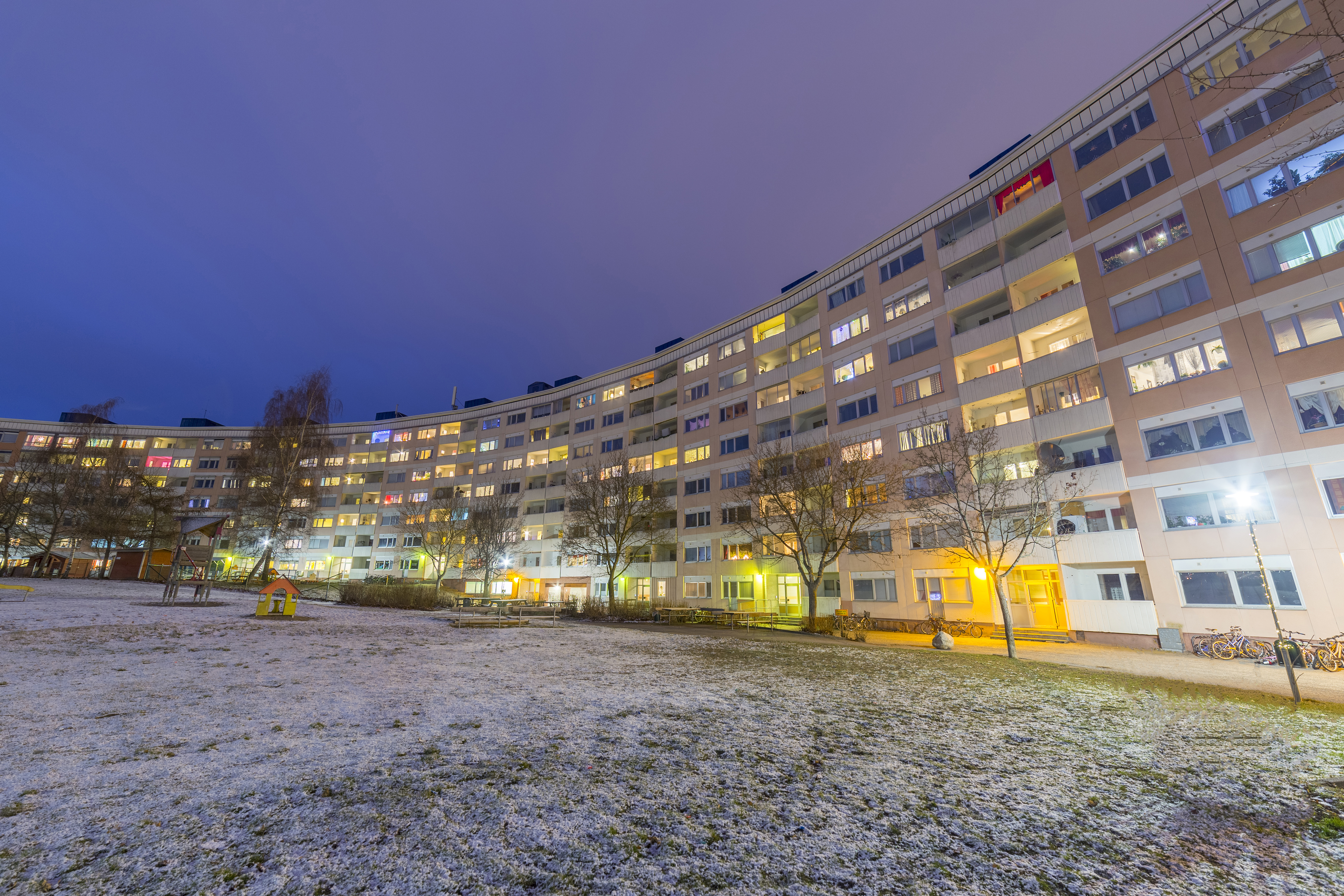
Stort bostadshus i Tingvalla Märsta
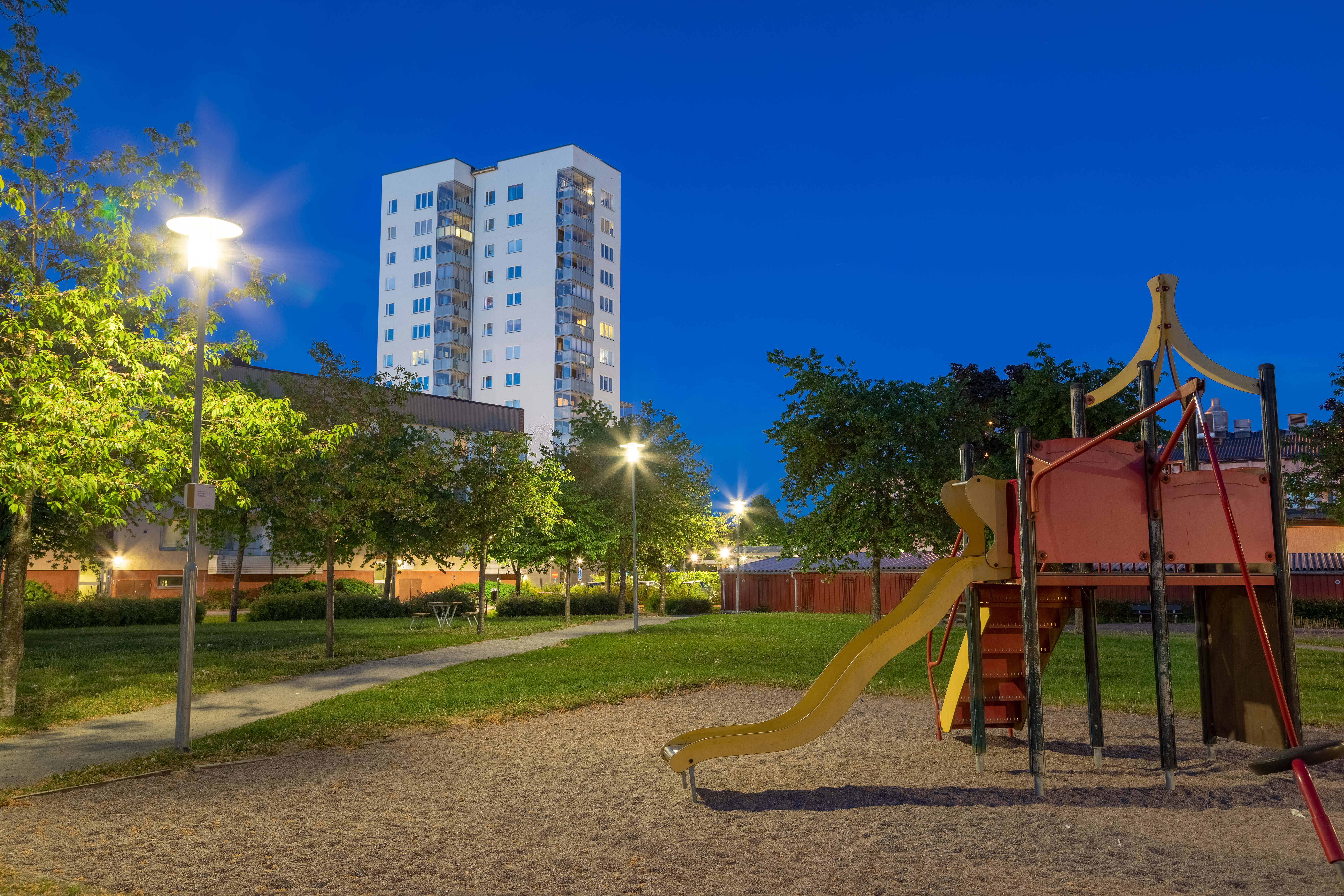
Bostäder i centrala Märsta
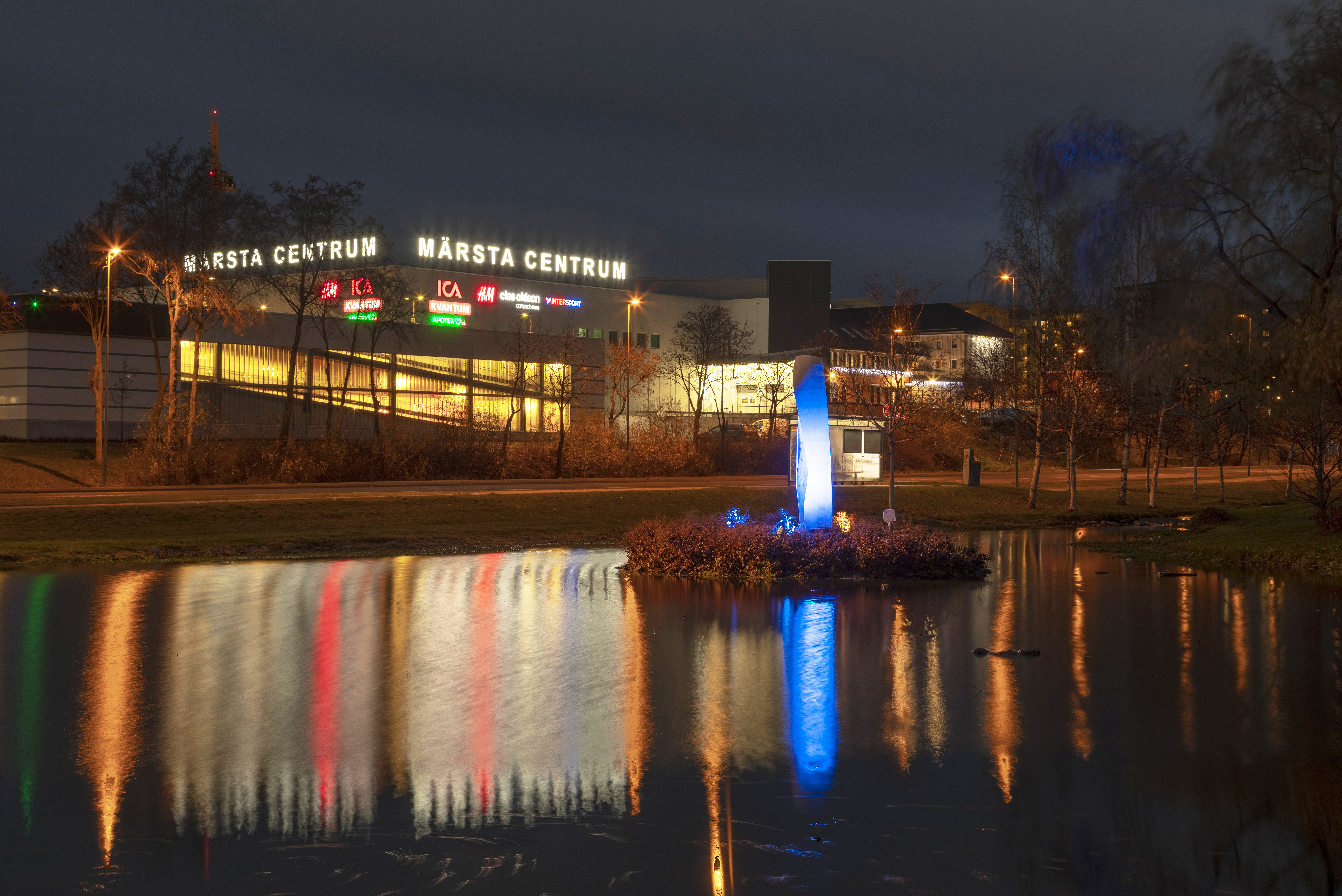
Märsta Centrum, shoppingcentrum